# 송 (중국 성씨)
송(宋)씨는 중국과 한국의 성씨이다.

## 중국의 송씨
송(宋)씨 시조는 상(商)나라(殷 은나라) 30대 왕 제을(帝乙)의 장자(長子) 미자계(微子 啓)다. 왕위를 동생 신(辛)에게 빼앗겼다. 배 다른 동생 신이 바로 상(商)나라의 마지막 왕인 주왕(紂王)이다.
상(商)나라 제후국 주(周)나라 무왕(武王) 희발(姬發)이 난을 일으켜 상(商)나라를 멸하자 미자 계는 상나라 백성을 살려 달라고 간청했다. 이에 주(周) 무왕 희발(姬發)이 상나라 수도 조가(朝歌)에 상(商)나라 주왕(紂王)의 아들 녹보(祿父)를 봉해 은(殷)의 유민을 다스리게 했다. 무왕은 은이 이제 막 평정된 불안정한 상태라 생각해서 동생 관숙(管叔) 희선(姬鮮)과 채숙(蔡叔) 희탁(姬度)에게 녹보를 도와 은을 다스리게 했다. 주 문왕희창(姬昌)은 본처 태사에 아들 10형제가 있었고, 차남인 주 무왕 사후, 아들 주 성왕때, 무왕의 동생인 넷째 주공 희단(姬旦)이 조카 성왕을 도와 섭정을 했고, 세째 관숙(管叔) 희선(姬鮮)은 불만을 품고 다섯째 채숙(蔡叔) 희탁(姬度), 여덞째 곽숙(霍叔) 희처(姬處)는 주공 희단(의 성왕 즉위 섭정에 불만을 품고 있었다. 상(商)나라에 배치된 3명의 감시자 삼감(三監)은 주공(周公) 희단(姬旦)이 주 성왕의 왕위를 빼앗을 것이라는 말을 사방이 퍼뜨리고, 상(商)나라 녹보(祿父) 무경(武庚)을 끌어 들여 삼감(三監)의 난(亂)을 일으켰다.
주공(周公) 희단(姬旦)은 제후들을 단속하며 반란의 진압에 나섰지만, 상(商)의 유민들의 저항이 거세서 반란을 진압하는 데에는 3년이 걸렸다. 무경(武庚)은 주(周)의 군대에 사로잡힌 뒤 주살(誅殺), 관숙(管叔) 희선(姬鮮)은 처형, 채숙(蔡叔) 희탁(姬度)은 유배, 곽숙(霍叔) 희처(姬處)는 벼슬에서 쫓겨났다.
상(商)나라 황하 북쪽 수도 조가(朝歌)지역은 위(卫=衛)나라를 세웠고, 주공(周公) 희단(姬旦) 동생인 아홉째 강숙(康叔) 희봉(姬封)을 위후(卫侯)로 분봉했다. 상(商)나라 황하 남쪽 상구(商丘)에 송(宋)나라를 세웠고, 주공 희단을 도와 삼감의난 반란 진압에 협조 공을 세운 상(商)나라 왕족 미자계(微子 啓)를 분봉(分封)했다.
주(周)나라는 상(商)나라 유민 반란 예방을 위해, 유민을 분할하는 사민정책(徙民政策) 실행했고, 상(商)나라가 수도를 8차례 이전해서 상구(商丘)는 여러 지역이 존재하는데, 송(宋)을 세운 지역은 상(商)나라 탕왕이 하(夏)나라를 멸망시키고 세운 첫 수도 지역으로, 삼감의 난 주모자 세째 관숙 희선 분봉지 관(管)나라가 있던 지역이다.
미자계가 제후로 봉해진 나라가 바로 송(宋)나라였으며, 이후 700여년간 존속하다가 기원전 286년경에 제(濟), 위(魏), 초(楚)의 연합군에 의해 멸망하였다.
상(商)나라 왕실 성(姓)은 자(子), 계(啓)는 5단계 관작인 공후백자남 4단계 자작(子爵)으로 미(微)나라 제후 미(微)씨(氏)가 된다. 대종(大宗) 성(姓)과 소종(小宗) 씨(氏)는 적처(嫡妻) 큰아들 적장자(嫡長子) 승계 속성을 갖고 있고, 송(宋)나라 왕실 성(姓)인 미(微)는 나라가 망하게 되면, 왕실 대종(大宗) 성(姓)은 보통 국명(國名)을 성(姓)으로 바꾸게 된다. 주(周)나라가 망하고, 대종 왕실 희(姬) 성(姓)은 주(周)씨(氏)가 됐고, 온(溫)이 왕실 성(姓)인 강국(康國)이 망하면서 강(康) 씨(氏)를 쓴, 주나라 위강숙 계통 강(康) 씨(氏)와 동성이본도 있다.
송(宋, 병음 : Sòng)씨는 6~7가지 계통이 있다. 제(濟)나라 멸망 이후 제나라 사람들이 송나라에 유입되었고 송나라 멸망후엔 일부 유민들이 노(魯)나라로 유입되었다
공자(孔子)는 노나라에서 태어났지만 그의 조상은 상(商)(은나라) 왕실의 맏형이자 현자(賢者)로 알려진 미자계(微子啓) 족보에 이르기까지 거슬러 올라간다. 또한 그의 뿌리는 상(商)나라 초대왕 탕(湯)임금에 이르고, 송(宋)나라의 왕실로 다시 이어져 줄곧 왕실의 적자(嫡子)로 내려오고 있었는데, 불보하(弗父何)에 이르러서는 왕계에서 벗어나게 된다. 이는 불보하가 임금의 자리를 다투지 아니하고 스스로 물러나 은둔 생활을 했기 때문이었다. 왕계로부터 갈라진 불보하의 후손은 그의 아들인 공보가(孔父嘉)에 이르게 되는데, 공보가는 그 무렵 송나라 사마(司馬) 벼슬을 하고 있었다 그에게는 아름다운 부인이 있었는데 어느날 화보독(華父督)이 공보가의 부인을 보고는 반해 버려 음모를 꾸민 뒤에 군대를 동원하여 공보가를 죽이고 부인을 빼앗아 버렸던 것이다. 이후로도 화보독이 보복을 두려워하여 계속 박해를 하자 할 수 없이 그의 아들 자목금보(子木金父)는 송나라를 떠나 노나라로 도망쳐 살게 되었으니 이때부터 아버지의 자(字)인 공보(孔父)에서 공(孔) 자만을 따서 정식으로 공씨(孔氏) 성(姓)을 삼았던 것이었다. 사마천(司馬遷)의 사기(史記)에서도 공자를 가리켜 ‘그의 선조는 송(宋)나라 사람으로서 공방숙(孔防叔)'이라 하였다.
노자(老子) 역시 상(商)(은나라)의 후손으로 추정된다. 상나라의 옛 도읍이자 초나라 고현(苦縣)인 하남성(河南省) 녹읍에서 출생한 노자는 상나라의 지배계급이었다가 주(周)왕실의 도서관장직(周守欌室之史)을 맡게되었는데, 나라가 혼란에 빠지자 윤희라는 관령(關令)에게 도(道), 덕(德)의 의미를 밝힌 글을 남기고 주나라를 떠나 그이후 영원히 종적을 감추었다고 한다.
대표적으로 상나라 후예들이 송(宋)나라에 모여살다가 흩어지면서 송성(宋姓)을 쓰게 되었으며 묘족, 토가족이 또한 송씨를 사용하는데, 이들은 모계 사회이므로 어머니 성을 따른다. 따라서 이들 성씨는 부계로 이어지는 연속성이 없다. 중국에서 송으로 발음되는 성씨는 크게 송(宋)씨와 숭(嵩)씨가 있다. 중국은 대륙이 넓어 지역마다 발음이 다른데, 고대부터 랴오닝성 압록강 인근에 만주 성씨 숭가(嵩佳)씨가 단성으로 줄이면서 역시 송(宋, 嵩)씨가 되었다고 한다. 숭(嵩)은 상나라 숭후 호(崇侯 虎)가 있던, 낙양 남서쪽 상류 지역의 숭(崇)나라 숭(崇) 글자가 바뀐 것으로, 아무 연고도 없이 단성화했을리없고 상나라 후예인 송(宋)씨와 혈통이 같을 가능성이 높다. 중국의 송씨는 인구조사 당시 약 700만명이며 중국 민요 가수 가운데 묘족(苗族), 토가족(土家族) 송씨들이 많이 있다.

## 같이 보기
- 브렌다 송
- 서융